# Ефа піщана
Ефа піщана (Echis carinatus) — отруйна змія з роду Ефа з родини Гадюкові. Має 5 підвидів. Інша назва — середньоазійська ефа.

## Опис
Загальна довжина досягає 87—90 см. Голова дуже велика, різко позначене шийне перехоплення. Морда закруглена. Луска спини з різко виступаючими реберцями. Навколо середини тулуба є 34—40 рядків луски. Черевних щитків 169—199. Підхвостових щитків 27—38. Хвіст короткий. З боків тіла проходять 5—7 рядків дрібної та вузької луски, спрямованих косо вниз і наділених зубчастими реберцями.
Зверху забарвлення сірувато-коричневе, світло-жовто-піщане. На голові світлий хрестоподібний малюнок, який нагадує силует птаха, що летить. По тулубу з кожного боку проходить по одній білій зиґзаґоподібній смузі. Зверху поперек спини йдуть білуваті витягнуті плями, розташовані між вершинами зиґзаґоподібних смуг. Черево білого кольору без плям.

## Спосіб життя
Полюбляє аридні біотопи від горбистих пісків з саксаульниками до лесових й глинистих пустель. Нерідко дотримується річкових обривів, колоній піщанок, рідкісних чагарників. Зустрічається на висоті до 1000 м над рівнем моря. Вихід із зимівлі відбувається наприкінці лютого — березні. Більшу частину активного сезону веде нічний спосіб життя. Вдень гріється на поверхні тільки ранньою весною чи пізньою осінню. На зимівлю йде наприкінці жовтня — на початку листопада. Найчастіше зимові хованки знаходить у норах гризунів, тріщинах й вимоїнах в урвищах.
Ці змії володіють «бічним ходом», тобто пересуваються, відкидаючи голову вбік, потім виносять задню частину тулуба вбік й вперед, а потім підтягують передню частину тіла, і тому створюється враження, що змія рухається не вперед, а у бік. Такий спосіб пересування на сипучому субстраті дуже ефективний.
Це дуже небезпечна, отруйна змія. Укуси становлять велику небезпеку для домашніх тварин й людини. Ця отрута різко знижує рівень фібриногену в крові, що викликає рясні кровотечі в районі укусу, зі слизових оболонок очей, носа і рота. Крововиливи у внутрішні органи теж мають різко виражений характер.
Стривожена ефа приймає характерну оборонну позу «тарілочка», згортаючись у 2 півкільця й тримаючи голову в середині. У цей час півкільця труться одна об одну, і бічна луска з зазубреними реберцями видає гучний шиплячий звук.
Основна їжа — дрібні гризуни, птахи, ящірки, дрібні змії, озерні жаби, зелені жаби, скорпіони. Молоді змії живляться дрібними ящірками й різними членистоногими.
Це живородна змія. Парування відбувається у березні-квітні. Самиці у липні-серпні приносять 4—12 молодих еф довжиною 140—170 мм.

## Розповсюдження
Мешкає у Туркменістані, Узбекистані, південно-західному Таджикистані, Афганістані, східному Ірані, Іраку, Об'єднаних арабських еміратах, Омані, Пакистані, Індії, о.Шрі-Ланка, Бангладеші, М'янмі.

## Підвиди
- Echis carinatus astolae (Mertens, 1970)
- Echis carinatus carinatus (Schneider, 1801)
- Echis carinatus multisquamatus (Cherlin, 1981)
- Echis carinatus sinhaleyus (Deraniyagala, 1951)
- Echis carinatus sochureki (Stemmler, 1969)